# Puerto Alto (ort)
Puerto Alto är en ort i Honduras.   Den ligger i departementet Departamento de Cortés, i den nordvästra delen av landet, 190 km norr om huvudstaden Tegucigalpa. Puerto Alto ligger 11 meter över havet och antalet invånare är 1 385.
Terrängen runt Puerto Alto är platt åt sydost, men åt nordväst är den kuperad. Runt Puerto Alto är det ganska tätbefolkat, med 83 invånare per kvadratkilometer. Närmaste större samhälle är Choloma, 13,2 km sydväst om Puerto Alto. Omgivningarna runt Puerto Alto är en mosaik av jordbruksmark och naturlig växtlighet.